# NGC 7510
NGC 7510 је расејано звездано јато у сазвежђу Цефеј које се налази на NGC листи објеката дубоког неба.
Деклинација објекта је + 60° 34' 8" а ректасцензија 23h 11m 4,2s. Привидна величина (магнитуда) објекта NGC 7510 износи 7,9. NGC 7510 је још познат и под ознакама OCL 256.